# Connie Haines
Connie Haines , née Yvonne Marie Antoinette Jasme ou JaMais à Savannah le 20 janvier 1921 et morte à Clearwater Beach le 22 septembre 2008, est une chanteuse et actrice américaine. D'apparence menue mais avec une voix puissante, elle est connue pour ses duos avec Frank Sinatra dans les orchestres de Harry James et de Tommy Dorsey.

## Jeunesse
Née le 20 janvier 1921 à Savannah dans l'État de Georgie, Yvonne Marie Antoinette JaMais vient d'une famille avec des origines irlandaises et françaises. Quand ses parents se séparent, elle déménage à Jacksonville en Floride avec sa mère qui enseigne le chant et la danse. Elle fait ses débuts à quatre ans comme enfant chanteuse dans le Pick Malone's Saucy Baby Show au Bijou Theatre de sa ville natale. À l'âge de cinq ans, « Baby Yvonne Marie » gagne des concours de danse en Géorgie et en Floride et à 10 ans elle commence à passer régulièrement à la radio locale en tant que « Baby Yvonne Marie, the Little Princess of the Air ». Elle a quelques passages dans des émissions nationales avec Paul Whiteman et son orchestre, ce qui accroît sa notoriété.

## Carrière
Elle commence sa carrière professionnelle quand elle a 14 ans au Roxy Theatre (en). Alors qu'elle fait la démonstration de chansons pour auteurs-compositeurs au Brill Building de New York, elle est entendue par Harry James qui l'invite à rejoindre immédiatement son orchestre et à prendre Connie Haines comme nom de scène. En 1981, elle se rappelle qu'il lui a dit : « Tu ne ressembles pas à Yvonne Marie Antoinette Jasme. Et il n'y aurait pas de place pour mon nom sur l'affiche. Tu ressembles à une Connie pour moi. ». Elle interprète alors nombre de duos avec Sinatra, lui aussi membre de l'orchestre, dont les populaires Oh Look at Me Now et You Might Have Belonged to Another. Elle devient une chanteuse au The Abbott and Costello Show (en) entre 1942 et 1946. Quand Harry James rencontre des difficultés financières et renouvelle pas leur contrat, Sinatra et Haines sont embauchés par Tommy Dorsey. Lors de son audition, Dorsey lui pose deux questions : « Où as-tu appris à swinguer comme cela? Et quand peux-tu rejoindre mon orchestre? »,. Connie Haines attribue à Dorsey l'amélioration de sa technique de chant, notamment son phrasé, sa respiration ou encore de considérer que chanter une chanson, c'est un jeu d'acteur musical.
Connie Haines joue dans les années 1940 dans un certain nombre de films, dont la comédie musicale Jamais deux sans toi. Au début des années 1950, elle a une émission de radio, Connie Haines Entertains, sur l'éphémère Progressive Broadcasting System (en). Entre 1954 et 1955, elle est aux côtés de Frankie Laine pour présenter The Frankie Laine Show.

### The Four Girls
Au début des années 1950, Haines s'associe à Jane Russell, Beryl Davis et Della Russell pour faire une performance impromptue lors d'une soirée de charité pour la Hollywood Episcopal Church. Leur version de la chanson Do Lord non seulement divertit le public, mais attire également l’attention des gens de l’industrie du disque. Avec un contrat d'enregistrement en main, le groupe (avec Rhonda Fleming remplaçant Della Russell) enregistre plusieurs chansons de gospel et fait don de toutes leurs redevances aux églises auxquelles chacune appartient. Le groupe participe également aux émissions de télévision The Colgate Comedy Hour (en) et d'Arthur Murray à la télévision.

### Motown Records
Dans le cadre de la politique de Motown Records de signer avec des nouveaux artistes et des artistes confirmés, Haines est l'un des premiers chanteurs blancs à signer chez Motown Records. Elle enregistre 14 chansons écrites par Smokey Robinson, y compris sa version de 1963 de What's Easy For Two Is Hard For One, d'abord enregistrée par Mary Wells. En 1965, elle enregistre une version de la chanson For Once in My Life, qui ne sera pas publiée et qui deviendra plus tard un hit de Stevie Wonder. La version de Connie Haines est finalement publiée en 2015.

## Discographie

### Albums
- 1950 : The Man I Love (Coral)
- 1952 : Connie Haines Sings (Coral)
- 1957 : Connie Haines Sings A Tribute To Helen Morgan (Tops Records)
- 1961 : Sings Of Faith, Hope And Charity (RCA Victor)
- 1984 : I Am What I Am (Bainbridge Records)

## Filmographie
- 1944 : A Wave, a WAC and a Marine (en)
- 1944 : Twilight on the Prairie (en)
- 1944 : Moon Over Las Vegas (en)
- 1950 : Jamais deux sans toi (Duchess of Idaho) de Robert Z. Leonard

### Articles de presse
- (en) Spencer Leigh, « A Life in Focus : Connie Haines, singing prodigy with career spanning decades, known for bust-ups with Sinatra », The Independent,‎ 5 octobre 2018 (lire en ligne).
- (en) Douglas Martin, « Connie Haines, Peppy Singer, Dies at 87 », The New York Times,‎ 25 septembre 2008 (lire en ligne).